# Argemone sanguinea
Argemone sanguinea là một loài thực vật có hoa trong họ Anh túc. Loài này được Greene mô tả khoa học đầu tiên năm 1899.

## Hình ảnh

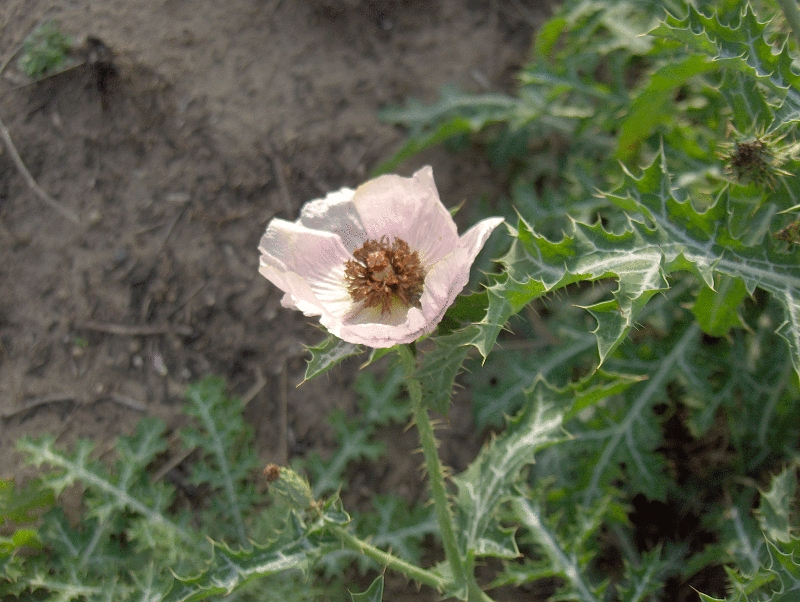